# Gelis zeirapherator
Gelis zeirapherator là một loài tò vò trong họ Ichneumonidae.